# University of British Columbia

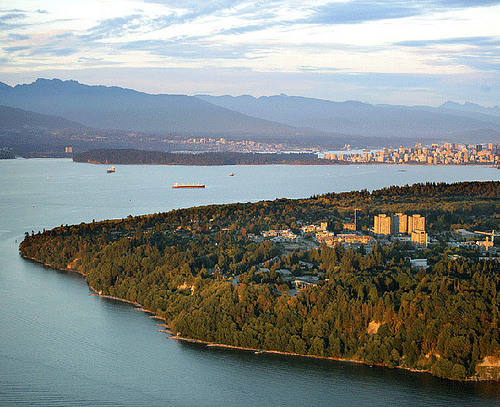
UBC Campus på Point Grey utanför Vancouver.

University of British Columbia, ofta förkortat UBC, är ett universitet i Vancouver och Kelowna i provinsen British Columbia i Kanada. Huvudbyggnaden ligger på Point Grey strax utanför Vancouver. Universitetet har cirka 60 000 studenter och är provinsens största och äldsta universitet.
UBC är ett av de tre högst rankade universiteten i Kanada, och det är också högt rankat i globala rankningar. Det rankades på 34:e plats i världen i Times Higher Educations ranking av världens främsta lärosäten 2018 och 2020 placerades universitetet på plats 51 i QS Universitetsvärldsrankning över världens bästa universitet.

## Affiliated Colleges
- Corpus Christi College